# Bo Hamburger
Bo Hamburger (Frederiksberg, Dinamarca, 24 de mayo de 1970) es un exciclista profesional danés. Profesional desde 1991 hasta 2006, destacó como un notable llegador, siendo especialista en escapadas en los últimos kilómetros. Fue el heredero de su compatriota Jesper Skibby.
Admitió haber consumido EPO durante los años 1995, 1996 y 1997.
El 24 de julio de 2013 su nombre apareció en el informe publicado por el senado francés como uno de los treinta ciclistas que habrían dado positivo en el Tour de Francia 1998 con carácter retrospectivo, ya que analizaron las muestras de orina de aquel año con los métodos antidopaje que se utilizaban en ese momento.
Dirigió al equipo danés Christina Watches-Kuma.

## Resultados
| 1994 - 1 etapa del Tour de Francia - Circuito de las Ardenas Flamencas-Ichtegem - Omloop van de Vlasstreek 1995 - 1 etapa de la Vuelta a Dinamarca 1996 - 2.º en el Campeonato de Dinamarca en Ruta 1997 - 1 etapa en la Volta a Cataluña - 2.º en el Campeonato Mundial en Ruta 1998 - 1 etapa de la Vuelta a la Comunidad Valenciana - 1 etapa de la Vuelta al País Vasco - Flecha Valona - 2.º en el Campeonato de Dinamarca en Ruta | 2000 - 1 etapa de la París-Niza - Campeonato de Dinamarca en Ruta - 1 etapa de la Vuelta a Renania-Palatinado 2002 - 3.º en el Campeonato de Dinamarca en Ruta 2003 - 3.º en el Campeonato de Dinamarca en Ruta 2004 - 1 etapa del Giro de la Liguria |

## Grandes Vueltas y Campeonatos del Mundo
Durante su carrera deportiva consiguió los siguientes puestos en las Grandes Vueltas y en los Campeonatos del Mundo en carretera:
| Carrera         | Carrera         | 1991 | 1992 | 1993 | 1994 | 1995 | 1996 | 1997 | 1998 | 1999 | 2000 | 2001 | 2002 | 2003 | 2004 | 2005 | 2006 |
| --------------- | --------------- | ---- | ---- | ---- | ---- | ---- | ---- | ---- | ---- | ---- | ---- | ---- | ---- | ---- | ---- | ---- | ---- |
|                 | Giro de Italia  | —    | —    | —    | —    | 95.º | —    | —    | —    | 59.º | —    | —    | 77.º | 53.º | 37.º | —    | —    |
|                 | Tour de Francia | —    | —    | 31.º | 20.º | 17.º | 13.º | Ab.  | 15.º | Ab.  | 36.º | —    | —    | —    | —    | —    | —    |
|                 | Vuelta a España | —    | 48.º | —    | —    | —    | 44.º | 33.º | —    | —    | —    | —    | —    | —    | —    | —    | —    |
| Mundial en Ruta | Mundial en Ruta | 15.º | Ab.  | 18.º | 47.º | ―    | 37.º | 2.º  | Ab.  | Ab.  | 23.º | ―    | ―    | 6.º  | ―    | ―    | ―    |

—: no participa

Ab.: abandono

## Equipos
- TVM (1991-1997)
  - TVM-Sanyo (1991-1992)
  - TVM-Bison Kit (1993-1994)
  - TVM (1995)
  - TVM-Farm Frites (1996-1997)
- Casino-AG2R (1998)
- Cantina Tollo-Alexia Alluminio (1999)
- Memory Cards-Jack&Jones/CSC (2000-2001)
  - Memory Card-Jack & Jones (2000)
  - CSC Pro Team-Tiscali (2001)
- Index-Alexia Alluminio (2002)
- Formaggi Pinzolo Fiave’Ciarrocchi (2003)
- Acqua & Sapone (2004-2005)
  - Acqua & Sapone-Caffe Mokambo (2004)
  - Acqua & Sapone-Adria Mobil (2005)
- Miche (2006)